# تننت کریک
تننت کریک (به انگلیسی: Tennant Creek) شهرکی واقع در ایالت قلمرو شمالی در استرالیاست. این شهرک در ۹۸۹ کیلومتری (۶۱۵ مایلی) جنوب شرق داروین، ۲۰۳۶ کیلومتری (۱٬۲۶۵ مایلی) شمال غرب آدلاید و ۵۰۸ کیلومتری (۳۱۶ مایلی) شمال آلیس اسپرینگز قرار دارد.

## آب و هوا

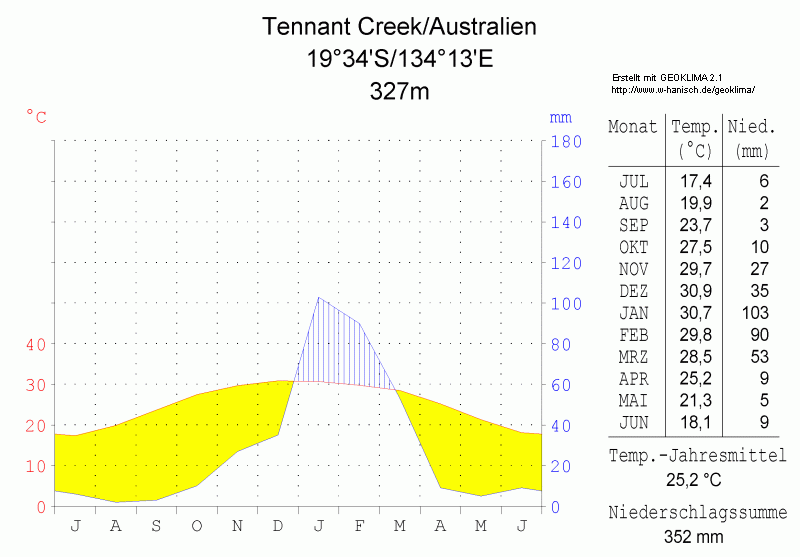
گراف اندازه درجه حرارت در تننت کریک در ماه‌های مختلف سال

| داده‌های اقلیم تننت کریک     | داده‌های اقلیم تننت کریک | داده‌های اقلیم تننت کریک | داده‌های اقلیم تننت کریک | داده‌های اقلیم تننت کریک | داده‌های اقلیم تننت کریک | داده‌های اقلیم تننت کریک | داده‌های اقلیم تننت کریک | داده‌های اقلیم تننت کریک | داده‌های اقلیم تننت کریک | داده‌های اقلیم تننت کریک | داده‌های اقلیم تننت کریک | داده‌های اقلیم تننت کریک | داده‌های اقلیم تننت کریک |
| ماه                         | ژانویه                  | فوریه                   | مارس                    | آوریل                   | مه                      | ژوئن                    | ژوئیه                   | اوت                     | سپتامبر                 | اکتبر                   | نوامبر                  | دسامبر                  | سال                     |
| --------------------------- | ----------------------- | ----------------------- | ----------------------- | ----------------------- | ----------------------- | ----------------------- | ----------------------- | ----------------------- | ----------------------- | ----------------------- | ----------------------- | ----------------------- | ----------------------- |
| سابقهٔ بیش‌ترین °C (°F)       | ۴۴٫۰ (۱۱۱)              | ۴۴٫۵ (۱۱۲)              | ۴۰٫۷ (۱۰۵)              | ۳۸٫۴ (۱۰۱)              | ۳۶٫۴ (۹۸)               | ۳۳٫۶ (۹۲)               | ۳۴٫۷ (۹۴)               | ۳۵٫۷ (۹۶)               | ۳۸٫۹ (۱۰۲)              | ۴۱٫۶ (۱۰۷)              | ۴۳٫۴ (۱۱۰)              | ۴۵٫۴ (۱۱۴)              | ۴۵٫۴ (۱۱۴)              |
| میانگین بیش‌ترین °C (°F)     | ۳۶٫۷ (۹۸)               | ۳۵٫۷ (۹۶)               | ۳۴٫۴ (۹۴)               | ۳۱٫۷ (۸۹)               | ۲۷٫۶ (۸۲)               | ۲۴٫۵ (۷۶)               | ۲۴٫۶ (۷۶)               | ۲۷٫۵ (۸۲)               | ۳۱٫۶ (۸۹)               | ۳۴٫۷ (۹۴)               | ۳۶٫۴ (۹۸)               | ۳۷٫۲ (۹۹)               | ۳۱٫۸۸ (۸۹٫۴)            |
| میانگین کم‌ترین °C (°F)      | ۲۴٫۹ (۷۷)               | ۲۴٫۵ (۷۶)               | ۲۳٫۲ (۷۴)               | ۲۰٫۴ (۶۹)               | ۱۶٫۴ (۶۲)               | ۱۲٫۹ (۵۵)               | ۱۲٫۳ (۵۴)               | ۱۴٫۴ (۵۸)               | ۱۸٫۴ (۶۵)               | ۲۱٫۷ (۷۱)               | ۲۳٫۸ (۷۵)               | ۲۴٫۹ (۷۷)               | ۱۹٫۸۲ (۶۷٫۸)            |
| سابقهٔ کم‌ترین °C (°F)        | ۱۷٫۲ (۶۳)               | ۱۷٫۲ (۶۳)               | ۱۴٫۶ (۵۸)               | ۱۱٫۶ (۵۳)               | ۶٫۷ (۴۴)                | ۵٫۳ (۴۲)                | ۴٫۵ (۴۰)                | ۶٫۰ (۴۳)                | ۷٫۴ (۴۵)                | ۱۱٫۶ (۵۳)               | ۱۰٫۷ (۵۱)               | ۱۵٫۷ (۶۰)               | ۴٫۵ (۴۰)                |
| بارندگی میلی‌متر (اینچ)      | ۱۱۴٫۲ (۴٫۵)             | ۱۲۶٫۹ (۵)               | ۵۷٫۳ (۲٫۲۶)             | ۱۶٫۳ (۰٫۶۴)             | ۸٫۴ (۰٫۳۳)              | ۵٫۴ (۰٫۲۱)              | ۵٫۰ (۰٫۲)               | ۱٫۶ (۰٫۰۶)              | ۸٫۰ (۰٫۳۱)              | ۱۹٫۹ (۰٫۷۸)             | ۳۸٫۵ (۱٫۵۲)             | ۶۸٫۲ (۲٫۶۹)             | ۴۶۹٫۷ (۱۸٫۵)            |
| منبع: Bureau of Meteorology |                         |                         |                         |                         |                         |                         |                         |                         |                         |                         |                         |                         |                         |